# Baía de Mackenzie

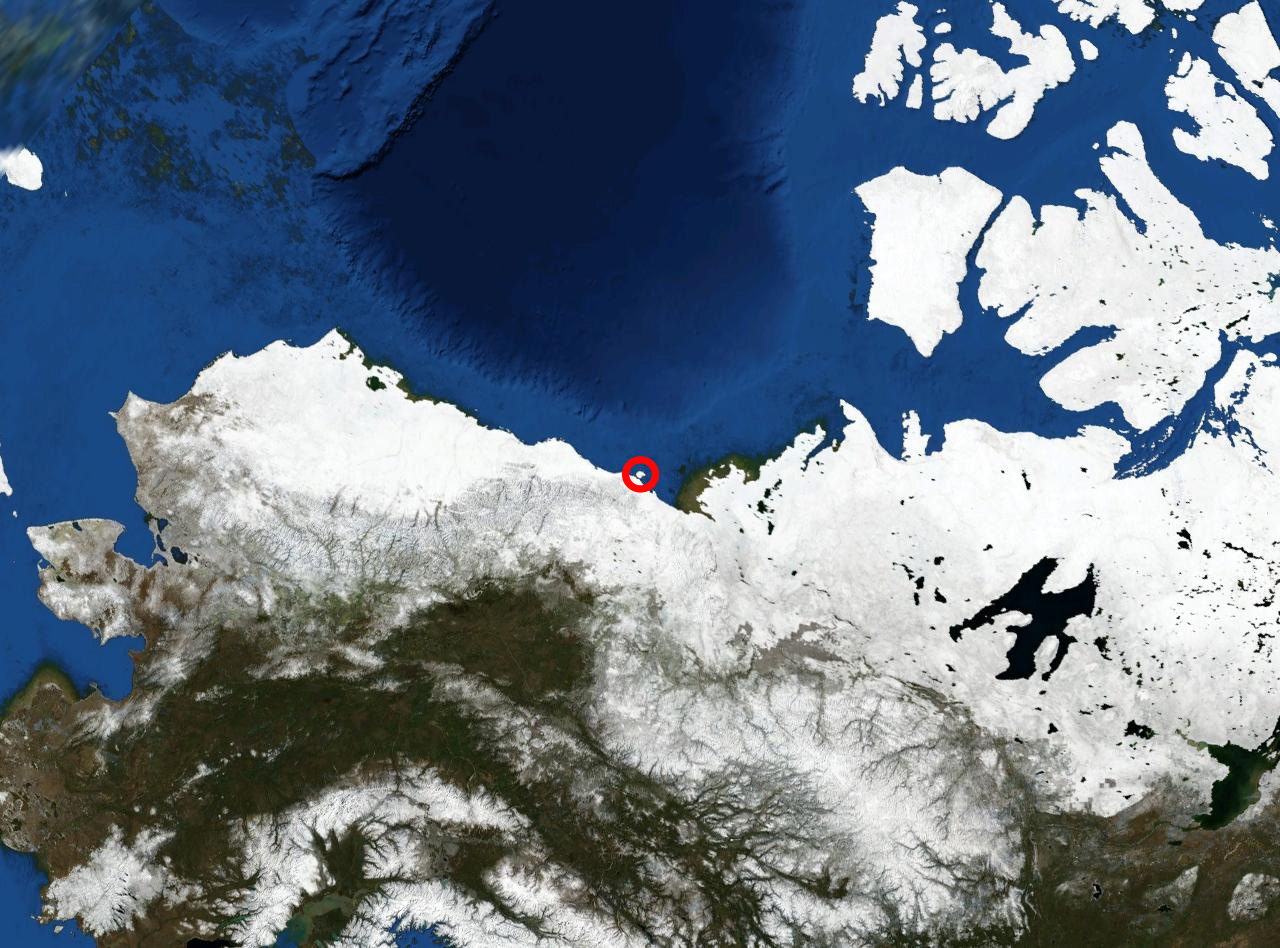
A baía de Mackenzie fica a leste da ilha Herschell, assinalada no mapa

A baía de Mackenzie (em inglês:  Mackenzie Bay é uma enseada natural no norte do Canadá, e braço do mar de Beaufort. A oeste fica a ilha Herschel e a parte continental do Yukon. A leste fica a ilha Richards, dos Territórios do Noroeste.